# Sam Bradford
Samuel Jacob Bradford, detto Sam (Oklahoma City, 8 novembre 1987), è un giocatore di football americano statunitense che milita nel ruolo di quarterback nella National Football League. Fu la prima scelta assoluta del Draft NFL 2010 da parte dei St. Louis Rams. Al college ha giocato a football all'Università dell'Oklahoma vincendo l'Heisman Trophy, il massimo riconoscimento individuale a livello universitario.

## Carriera professionistica

### St. Louis Rams

#### 2010
Al Draft NFL 2010, Bradford fu selezionato come prima scelta assoluta dai St. Louis Rams. Il 30 luglio 2010 firmò un contratto di 6 anni per 78 milioni di dollari di cui 50 garantiti, e con incentivi fino a un totale di 86 milioni.
Il debutto nella NFL avvenne il 12 settembre 2010 contro gli Arizona Cardinals, indossando la maglia numero 8. Bradford vinse il titolo di miglior rookie offensivo della NFL assegnato dall'Associated Press, con 44 voti su 50 disponibili.

#### 2011
Bradford regredì, agli occhi di molti osservatori, nel corso della stagione 2011, in cui lanciò solo sei passaggi da touchdown in 10 partenze da titolare. Sam saltò sei partite a causa di un infortunio alla caviglia.

#### 2012
Nella prima gara della stagione 2012, tornò a giocare bene completando 17 passaggi su 25 tentativi per 198 yard e un touchdown, coi Rams che sfiorarono la vittoria in casa dei più quotati Detroit Lions. Nel turno successivo i Rams ottennero la prima vittoria stagionale vincendo 31-28 contro i Washington Redskins. Bradford giocò un'ottima partita con 310 yard in passaggi, 3 touchdown e un intercetto.

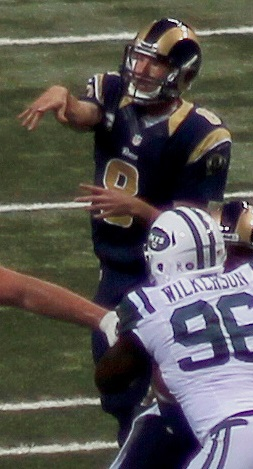
Bradford contro i NY Jets nel 2012.

Nella settimana 3 i Rams persero contro i Chicago Bears: Sam passò solamente 152 yard senza touchdown e subendo due intercetti. Nella settimana 4, i Rams vinsero in casa contro i Seattle Seahawks: Bradford passò per 221 yard con un intercetto.
Nella settimana 5 i Rams si portarono su un record di 3-2 vincendo contro i rivali di division degli Arizona Cardinals: Bradford completò solo 7 passaggi su 21 tentativi per 141 yard con due touchdown, di cui uno fondamentale nel quarto periodo che chiuse il tentativo di rimonta dei Cardinals, e subendo un intercetto. Nella settimana 6, St. Louis perse contro i Miami Dolphins con Sam passò che passò 315 yard senza touchdown e intercetti.
Nella settimana 8 i Rams persero nettamente contro i New England Patriots nella cornice speciale dello Wembley Stadium a Londra: Sam passò 205 yard con un touchdown e un intercetto.
Nella settimana 10, Rams e 49ers pareggiarono la prima partita della NFL negli ultimi quattro anni: Sam passò 275 yard con 2 touchdown e nessun intercetto e si vide annullare un passaggio da touchdown da 80 yard per Danny Amendola che avrebbe deciso la partita ai supplementari per una discutibile decisione arbitrale. Nel turno seguente St. Louis perse coi Jets e Sam passò 170 yard con 2 touchdown e un intercetto.
Nella settimana 12 i Rams vinsero in rimonta contro i Cardinals col quarterback che passò 205 yard con 2 touchdown e un intercetto. La seconda vittoria consecutiva avvenne a sorpresa contro i 49ers, gara in cui Bradford passò 221 yard mantenendo la squadra imbattuta nelle cinque gare disputate contro avversari di division.

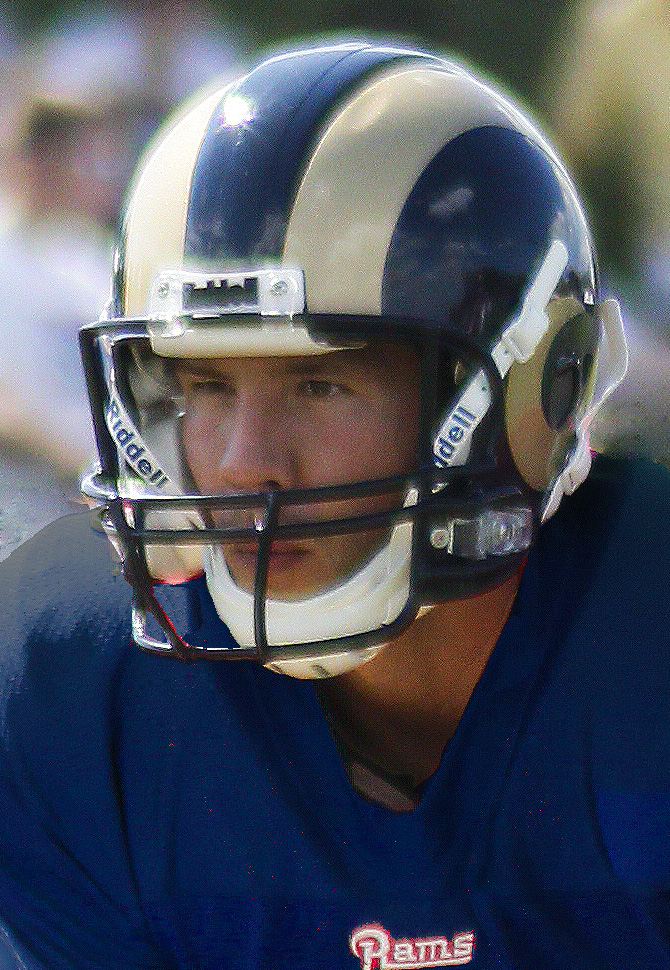
Bradford nel training camp 2013.

I Rams persero nell'ultima gara di campionato contro i Seahawks, finendo la stagione con un record non positivo per la decima volta consecutiva 2003. Bradford terminò la gara con 252 yard, un touchdown e un intercetto. La sua stagione si concluse con i nuovi primati in carriera per yard passate (3.702) e passaggi da touchdown (21) con 13 intercetti.

#### 2013
Nella prima gara della stagione 2013, vinta in rimonta contro i Cardinals, Bradford passò 299 yard con due touchdown per il nuovo tight end Jared Cook e un intercetto. La settimana successiva, 352 yard passate e 3 touchdown (1 intercetto) non bastarono per avere ragione degli Atlanta Falcons. Nella settimana 5 i Rams vinsero la seconda gara stagionale contro i deboli Jacksonville Jaguars con 222 yard passare e 3 touchdown di Bradford. Il momento positivo del quarterback continuò anche nella settimana seguente nella netta vittoria contro gli Houston Texans in cui passò altri tre TD senza subire intercetti. La settimana seguente, contro i Carolina Panthers, il giocatore subì la rottura del legamento crociato anteriore del ginocchio, un grave infortunio che gli fece perdere tutto il resto della stagione 2013.

#### 2014
Dopo avere mostrato positivi segnali nelle prime due partite, nella terza gara della pre-stagione 2014 contro i Cleveland Browns, la sfortuna tornò ad accanirsi su Bradford che, dopo un passaggio incompleto nel primo quarto, si ruppe nuovamente lo stesso legamento crociato dell'anno precedente, venendo costretto a perdere l'intera annata.

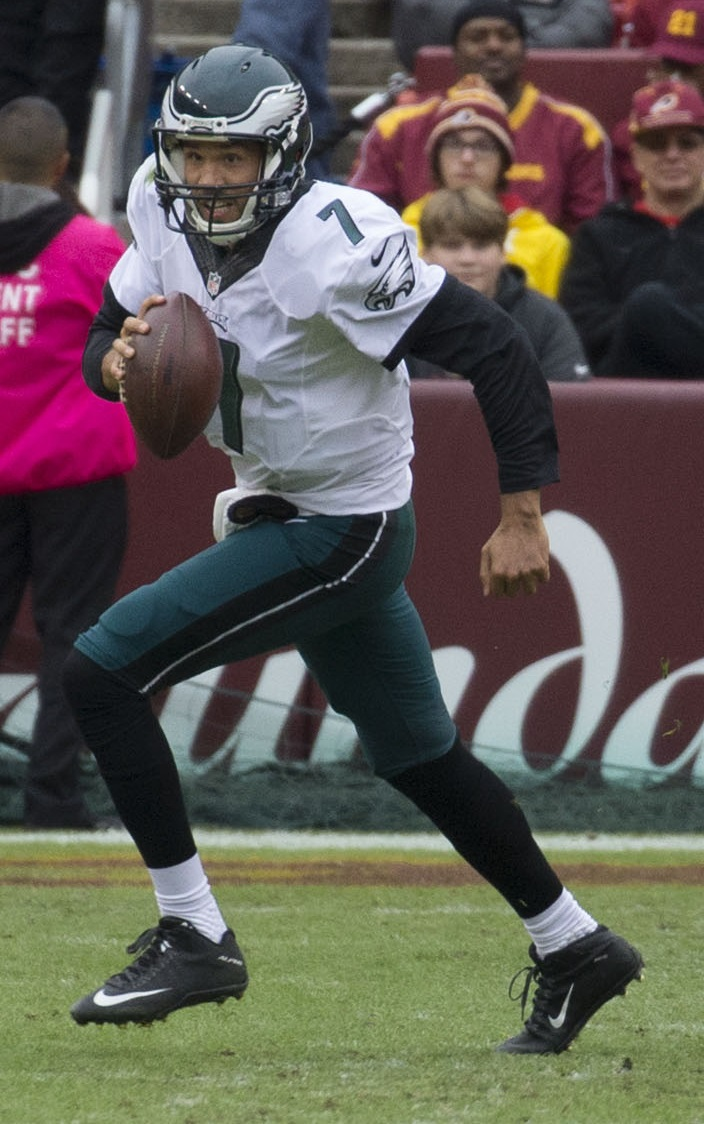
Bradford con gli Eagles.

### Philadelphia Eagles
Il 10 marzo 2015, Bradford fu scambiato coi Philadelphia Eagles per l'altro quarterback Nick Foles. Dopo due sconfitte nelle prime due gare, la prima vittoria alla guida della nuova squadra giunse nel terzo turno contro i Jets. Dopo una sconfitta coi Redskins, la vittoria tornò nella settimana 5 sui Saints con Bradford che passò 333 yard, 2 touchdown e subì 2 intercetti. Nel nono turno contro i Cowboys, passò il touchdown da 41 yard nei supplementari a Jordan Matthews che valse la quarta vittoria stagionale per gli Eagles. Sette giorni dopo subì una commozione cerebrale e si infortunò a una spalla nella gara persa coi Dolphins, venendo costretto a lasciare il campo nel terzo quarto.
Dopo avere lasciato spazio a Mark Sanchez nella settimana 11 e 12 per recuperare dall'infortunio, Bradford tornò in campo contro i Patriots campioni in carica, guidando a sorpresa gli Eagles alla vittoria e interrompendo una striscia di tre sconfitte consecutive. In quella partita passò 120 yard e 2 TD. Nella decisiva gara della settimana 16 contro i Redskins passò un massimo stagionale di 380 yard (con un touchdown) ma Philadelphia uscì sconfitta, venendo eliminata dalla corsa ai playoff. L'annata di Bradford si chiuse con un nuovo primato personale di 3.725 yard passate, con 19 touchdown e 14 intercetti.
Il 1º marzo 2016, Bradford firmò un rinnovo biennale con gli Eagles, del valore massimo di 36 milioni di dollari, di cui 22 milioni garantiti.

### Minnesota Vikings
Il 3 settembre 2016, Bradford fu ceduto in cambio di una scelta del primo giro del Draft 2017 e una del quarto giro del Draft 2018 ai Minnesota Vikings, alla ricerca di un quarterback dopo l'infortunio in pre-stagione di Teddy Bridgewater. Dopo che nel primo turno fu Shaun Hill a partire come titolare, fu Bradford ad essere nominato partente per il resto della stagione. In quella che fu la migliore annata a livello statistico della carriera, passò 3.877 yard, 20 touchdown e 5 soli intercetti. La sua percentuale di completamento dei passaggi del 71,6 fu un nuovo record stagionale NFL, superando il primato di 71,2 stabilito da Drew Brees nel 2011 (Brees si riappropriò del primato l'anno successivo). Inoltre i suoi 395 passaggi completati furono un nuovo record di franchigia per i Vikings. Minnesota iniziò vincendo tutte le prime 5 partite ma collassò nel resto della stagione vincendo solo tre gare, terminando con un record di 8-8 fuori dai playoff.
Nel primo turno della stagione 2017 Bradford fu premiato come giocatore offensivo della NFC della settimana dove completò 27 passaggi su 32 per 346 yard e 3 touchdown nel Monday Night Football vinto contro i New Orleans Saints. A causa di un infortunio al ginocchio subito in quella gara però fu costretto a saltare le tre gare successive. Tornato in campo nel Monday Night Football della settimana 5 contro i Chicago Bears, la sua gara durò solamente due quarti, riaggravando l'infortunio al ginocchio prima di venire sostituito, perdendo tutto il resto della stagione.

### Arizona Cardinals
Il 13 marzo 2018, Bradford firmò un contratto di un anno per un valore di 20 milioni di dollari con gli Arizona Cardinals. Nelle prime tre partite partì come titolare ma la squadra uscì sempre sconfitta e i Cardinals a partire dal quarto turno si affidarono alla scelta del primo giro Josh Rosen.

## Palmarès
Professionisti
- Rookie offensivo dell'anno - 2010
- Giocatore offensivo della NFC della settimana: 1

1ª del 2017
- Rookie della settimana: 2

4ª e 12ª del 2010
- PFWA All-Rookie Team - 2010

College
- Heisman Trophy (2008)
- Davey O'Brien Award (2008)

## Statistiche

### Stagione regolare
| Anno     | Squadra  | G                                         | GT                                        | Passaggi                                  | Passaggi                                  | Passaggi                                  | Passaggi                                  | Passaggi                                  | Passaggi                                  | Passaggi                                  | Passaggi                                  | Corse                                     | Corse                                     | Corse                                     | Corse                                     | Sack                                      | Sack                                      | Fumble                                    | Fumble                                    |
| Anno     | Squadra  | G                                         | GT                                        | Ten                                       | Comp                                      | Pct                                       | Yard                                      | Media                                     | TD                                        | Int                                       | Rat                                       | Ten                                       | Yard                                      | Media                                     | TD                                        | Sack                                      | YP                                        | Fum                                       | Persi                                     |
| -------- | -------- | ----------------------------------------- | ----------------------------------------- | ----------------------------------------- | ----------------------------------------- | ----------------------------------------- | ----------------------------------------- | ----------------------------------------- | ----------------------------------------- | ----------------------------------------- | ----------------------------------------- | ----------------------------------------- | ----------------------------------------- | ----------------------------------------- | ----------------------------------------- | ----------------------------------------- | ----------------------------------------- | ----------------------------------------- | ----------------------------------------- |
| 2010     | STL      | 16                                        | 16                                        | 590                                       | 354                                       | 60.0                                      | 3512                                      | 6.0                                       | 18                                        | 15                                        | 76.5                                      | 27                                        | 63                                        | 2.3                                       | 1                                         | 34                                        | 244                                       | 7                                         | 2                                         |
| 2011     | STL      | 10                                        | 10                                        | 357                                       | 191                                       | 53.5                                      | 2164                                      | 6.1                                       | 6                                         | 6                                         | 70.5                                      | 18                                        | 26                                        | 1.4                                       | 0                                         | 36                                        | 248                                       | 10                                        | 7                                         |
| 2012     | STL      | 16                                        | 16                                        | 551                                       | 328                                       | 59.5                                      | 3702                                      | 6.72                                      | 21                                        | 13                                        | 82.6                                      | 36                                        | 124                                       | 3.4                                       | 1                                         | 35                                        | 233                                       | 6                                         | 0                                         |
| 2013     | STL      | 7                                         | 7                                         | 262                                       | 159                                       | 60.7                                      | 1687                                      | 6.4                                       | 14                                        | 4                                         | 90.9                                      | 15                                        | 31                                        | 2.1                                       | 0                                         | --                                        | --                                        | 3                                         | 1                                         |
| 2014     | STL      | Nessuna presenza a causa di un infortunio | Nessuna presenza a causa di un infortunio | Nessuna presenza a causa di un infortunio | Nessuna presenza a causa di un infortunio | Nessuna presenza a causa di un infortunio | Nessuna presenza a causa di un infortunio | Nessuna presenza a causa di un infortunio | Nessuna presenza a causa di un infortunio | Nessuna presenza a causa di un infortunio | Nessuna presenza a causa di un infortunio | Nessuna presenza a causa di un infortunio | Nessuna presenza a causa di un infortunio | Nessuna presenza a causa di un infortunio | Nessuna presenza a causa di un infortunio | Nessuna presenza a causa di un infortunio | Nessuna presenza a causa di un infortunio | Nessuna presenza a causa di un infortunio | Nessuna presenza a causa di un infortunio |
| 2015     | PHI      | 14                                        | 14                                        | 532                                       | 346                                       | 65.0                                      | 3725                                      | 7.0                                       | 19                                        | 14                                        | 86.4                                      | 26                                        | 39                                        | 1.5                                       | 0                                         | 28                                        | 200                                       | 6                                         | 1                                         |
| 2016     | MIN      | 15                                        | 15                                        | 395                                       | 552                                       | 71.6                                      | 3,877                                     | 7.0                                       | 20                                        | 5                                         | 99.3                                      | 20                                        | 53                                        | 2.7                                       | 0                                         | 37                                        | 276                                       | 10                                        | 5                                         |
| Carriera | Carriera | 78                                        | 78                                        | 1,773                                     | 2,844                                     | 62.3                                      | 18,667                                    | 6.6                                       | 98                                        | 57                                        | 84.5                                      | 142                                       | 339                                       | 2.4                                       | 2                                         | 185                                       | 1,298                                     | 47                                        | 19                                        |